# Paul Deussen
Paul Deussen, nemški filozof, zgodovinar in indolog, * 7. januar 1845, Oberdreis, Nemška zveza, † 6. julij 1919, Kiel, Nemško cesarstvo.

Velja za ustanovitelja Schopenhauerjevega društva ter prvega znanstvenika na zahodu, ki je smatral  indijsko in zahodnjaško mišljenje za enakovredno. Celo življenje je bil prijatelj s Friedrichom Nietzschejem. Spoznal je hindujskega filozofa Svamija Vivekanando in z njim sodeloval.

## Življenje
Njegov oče je bil župnik. Šolanje je začel v humanističnem elitnem internatu Schulpforta blizu Naumburga. V internatu je ostal 5 let ter spoznal Friedricha Nietzscheja. Skupaj sta maturirala leta 1864 ter odšla študirat v Bonn, kjer sta bila člana bonnskega združenja nemških visokošolcev Frankonia. Paul je v Bonnu študiral filozofijo, teologijo, filologijo in sanskrt. Sanskrt je klasični jezik Indijske podceline ter klasični jezik hinduizma in drugih indijskih religij (budizem, džainizem). Spada v skupino indoevropskih jezikov in je eden od uradnih jezikov v Indiji.
Deussen je v Tübingenu in Berlinu nadaljeval s študijem klasične filologije, Nietzsche pa je medtem odšel v Leipzig. Deussen je bil kasneje gimnazijski profesor v Mindenu in Marburgu. Ko se je Nietzsche vrnil iz Leipziga, ga je seznanil s Schopenhauerjem in mu priskrbel dobro plačano službo domačega učitelja pri nekem ruskem industrialcu v Genfu. Tam je Deussen kot privatni docent predaval na tamkajšnji univerzi, kamor je tudi uvedel študij sanskrta.
Deussen se je skupaj s svojim učencem, ki naj bi postal inženir, preselil v Aachen. Tam je imel na politehnični šoli predavanja o Schopenhauerjevi filozofiji, čemur pa so sledile hude kritike. Odrejeno mu je bilo, da se mora omejiti na razvoj filozofije od Platona do Kanta in posledično se je odpovedal svojim prvotnim predavanjem. Njegovih predavanj se je udeleževalo na stotine ljudi, pisal jim je pisne povzetke, leta 1887 pa je izdal knjigo Elementi metafizike (Elemnte der Metaphysik). Še eno leto je nadaljeval z delom domačega učitelja, in sicer v Ukrajini, nato pa je pridobil pravico predavati na visoki šoli v Berlinu.
Z Nietzschejem si je redno dopisoval, večkrat pa sta se videla v švicarskem Baslu in leta 1887 v Sils-Mariji, kjer ga je Deussen obiskal skupaj s svojo ženo Mario (roj. Volkmar). Leta 1889 je Nietzsche duševno zbolel; Deussen je bil eden redkih, ki so ga po tem še obiskovali. Istega leta je Deussen postal redni profesor v Kielu, kjer je začel uresničevati svoj življenjski plan, da napiše delo z naslovom Splošna zgodovina filozofije s posebnim poudarkom na religiji Splošna zgodovina  filozofije s posebnim poudarkom na religiji (Allgemeinen Geschichte der Philosophie mit besonderer Berücksichtung der Religionen).
Konec 1892 je Deussen s svojo ženo za pol leta odpotoval v Indijo. V Bombaju je imel pomemben govor za vzpostavitev povezave med racionalistično hinduistično šolo advaito vedanto in njenem razmerju z zahodno metafiziko. Nato je več let delal na svojem prevodu »Sechzig Upanishad's des Veda« (Šestdeset Upanišad iz Ved). Še danes veljavni prevod je dokončal leta 1897.
Leta 1911 je ustanovil Schopenhauerjevo družbo in isto leto začel pisati prvo izdajo svojih zgodovinsko-kritičnih del. Po izbruhu 1. svetovne vojne, ki ga je močno zaznamovala, je izdal avtobiografijo Moje življenje (Mein Leben).
Umrl je v pri 74 letih Kielu v Nemčiji. Pokopan je na hribu Kirchhϋgel zraven evangelijske cerkve v Oberdreisu.

## Deussen in advaita vedanta
Avaita vedanta (slo. ne-dvojna vednost) je podveja Vedante, ene od šestih pravovernih vedskih šol v hinduizmu. Izhaja iz filozofsko idealistične in monistične oziroma ne-dualistične in ne-personalne interpretacije absolutne realnosti Brahmana. Glavni predstavnik te linije je indijski filozof Adi Šankara (9. stol.). 
Deussen je bil prepričan, da  je advaita vedanta v Indiji vedno prisotna, verjel pa je tudi, da je to primarna vera v Indiji.  To je bilo zgodovinsko zelo vprašljivo, saj je bila advaita vendata prvotno zasnovana le za elito intelektualcev, ki so imeli predsodke do personalističnega bhakti čaščenja v hinduizmu. Te teze ni povzel le v svojem slavnem govoru v Bombaju, ampak tudi v svojem celovitem raziskovalnem delu. Med raziskovanjem je tako spoznal Svamija Vivekanado, ki se je strinjal z njim. Oba pa sta advaito vedanto videla kot jedro hinduizma.

## Dela
- Elementi metafizike (Die Elemente des Methaphysiks), 1877 - predogled bistva idealizma;
- Sistemi Vedânte (Das System des Vedânta), 1883;
- Komentarji h Šankari (Kommentare des Çankara), 1887 - prevod iz sanskrta;
- Splošna zgodovina filozofije s posebnim poudarkom na religiji (Allgemeine Geschichte der Philosophie mit besonderer Berücksichtigung der Religionen), 1894. Gre za kompedij iz zgodovine filozofije z več knjigami:
  - 1. sklop, 1. del: Splošna inicijacija in filozofija od Ved do Upanišad, (Allgemeine Einleitung und Philosophie des Veda bis auf die Upanishad's, 1894);
  - 1. sklop, 2. del: Filozofija Upinšad, (Die Philosophie der Upanishad's', 1898);
  - 1. sklop, 3. del: Filozofija Indijcev, (Die nachvedische Philosophie der Inder, 1908);
  - 2. sklop,1. del: Filozofija Grkov, (Die Philosophie der Griechen, 1911);
  - 2. sklop, 2. del: Biblijska filozofija, (Die Philosophie der Bibel, 1913);
  - 2. sklop, 3. del: Filozofija srednjega veka, (Die Philosophie des Mittelalters, 1915);
  - 2. sklop, 4. del: Novejša filozofija od Descartesa do Schopenhauerja, (Die neuere Philosophie von Descartes bis Schopenhauer, 1917);
- "Sechzig Upanishaʼs des Veda", 1897;
- Spomini na Friedricha Nietzscheja (Erinnerungen an Friedrich Nietzsche), 1901;
- Spomini na Indijo (Erinnerungen an Indien), 1904. Knjiga vsebuje več poglavij in ima 256 strani. Deussen je zanjo dobil navdih med svojim polletnim potovanjem po Indiji;
- Vedânta in platonizem v luči kantovske filozofije (Vedânta und Platonismus im Lichte der Kantischen Philosophie), 1904;
- Vedânta, Platon in Kant, 1917;
- Moje življenje (Mein Leben), 1922 - Deussnova avtobiografija.